# Botanika
Botánika je znanstvena veda, panoga biologije, ki se ukvarja s proučevanjem rastlin. Znanstvenik in znastvenica, ki delujeta na področju botanike, sta botanik in botaničarka. Izraz »botanika« izvira iz antične grške besede βοτάνη (botanē), ki pomeni pašo, travo, ali krmo; koren samostalnika βοτάνη pa je glagol βόσκειν (boskein) – pasti se. Botanika se ukvarja s področjem narave, ki se imenuje tudi flora, to je rastlinstvo in vse kar je povezano z njegovim razvojem in obstojem. Razpoznavanje rastlin, predvsem koristnih (tistih, ki jih uporablja za hrano, in zdravilnih) in škodljivih (plevelov in strupenih rastlin), je pomembno za človeka že od pradavnine, zato je botanika ena najstarejših znanstvenih ved. Preučevanje teh rastlin in njihovega pomena za človeka je še vedno pomemben del botanike, skupno pa zajema preučevanje približno 400.000 znanih vrst rastlin (260,000 od njih so cevnice, 248,000 pa cvetnice)[5], njihovo zgradbo (anatomijo in morfologijo), fiziologijo, genetiko, ekologijo ter druge vidike.
Botanika v tradicionalnem smislu vključuje tudi preučevanje skupin organizmov, ki se jih danes ne obravnava več kot rastline, npr. glive in modrozelene cepljivke. Takšna opredelitev izhaja iz časov, ko so ves živi svet delili na rastlinsko in živalsko kraljestvo, danes pa se s temi skupinami ukvarjajo ločene vede (npr. mikologija z glivami).
Botanika ima korenine v prazgodovinskem zeliščarstvu, ko so  prvi ljudje  skušali prepoznati - in kasneje gojiti - užitne, zdravilne in strupene rastline. Botanika je tako ena najstarejših vej znanosti. Na srednjeveških vrtovih, pogosto povezanih s samostani, so rasle pomembne zdravilne rastline. Ti vrtovi so bili  predhodniki prvih botaničnih vrtov v okviru  univerz, ki so nastajale od leta 1540. Eden prvih je bil botanični vrt v Padovi. Ti vrtovi so omogočali akademsko raziskovanje rastlin. Prizadevanja, da se te zbirke katalogizirajo in opišejo, predstavljajo   začetke rastlinske taksonomije, dosegla so svoj vrhunec leta 1753 z binominalnim sistemom Carla Linnaeusa, ki se uporablja še dandanes.
V 19. in 20. stoletju so razvili nove tehnike za študij rastlin, med drugim za optično mikroskopijo in opazovanje živih celic, elektronsko mikroskopijo, analiza števila kromosomov, rastlinsko kemijo ter strukturo in delovanje encimov in drugih proteinov. V zadnjih dveh desetletjih 20. stoletja so botaniku tehnike molekularne genetske analize, kot so genomika,  proteomika in sekvenciranje DNK omogočile še  natančnejše razvrščanje rastlin.
Sodobna botanika je obsežno, multidisciplinarno področje, ki združuje prispevke z večine drugih področij znanosti in tehnologije. Raziskovalna področja so preučevanje strukture rastlin, njih rasti in diferenciacije,njih reprodukcije, biokemije in primarnega metabolizma, kemičnih izdelkov, razvoja, bolezni, sorodstvenih odnosov, sistematike in rastlinske taksonomije. Prevladujoče teme v 21. stoletju rastlinskih ved sta molekularna genetika in epigenetika, ki se ukvarja z mehanizmi in nadzorom genske ekspresije pri diferenciaciji rastlinskih celic in tkiv. Botanične raziskave imajo različne vloge pri zagotavljanju osnovnih živil in snovi, kot so les, olje, gume, vlakna in zdravila, v sodobnem vrtnarstvu, kmetijstvu in gozdarstvu, prav tako v razmnoževanju rastlin, njih vzreji in genskih prilagoditvah, v sintezi kemikalij in surovin za gradnjo in proizvodnjo energije, na področju urejanja okolja in ohranjanja biotske raznovrstnosti.

## Sistematika
Botanična klasifikacija je metoda, s katero botaniki razvrščajo in kategorizirajo organizme glede na biološki tip, kot sta to rod ali vrsta. Biološka klasifikacija je oblika znanstvene taksonomije. Moderna taksonomija ima svoje korenine v delu prirodoslovca Carla Linnaeusa, ki je razvrstil vrste glede na skupne fizične lastnosti. Te razvrstitve se bile od takrat popravljene z namenom boljšega ujemanja z Darwinovim načelom skupnega prednika - razvrstitev organizmov glede na prednike in ne glede na zunanje lastnosti. Čeprav se znanstveniki ne strinjajo vedno, kako razvrstiti organizme, je molekularna filogenetika, ki za podatke uporablja zaporedja DNK, prispevala veliko nedavnih revizij po učinkovitejših, evolucijskih linijah. Botanična klasifikacija spada v znanost sistematike rastlin. Prevladujoči klasifikacijski sistem se imenuje Linnejeva taksonomija. Vključuje kategorije in dvočlensko poimenovanje. Klasifikacijo, taksonomijo in poimenovanje botaničnih organizmov ureja Mednarodni kodeks nomenklature za alge, glive in rastline (ICN).
Kraljestvo Plantae pripada domeni Eukarya in je rekurzivno razčlenjena dokler ni vsaka vrsta klasificirana ločeno. Vrstni red je: kraljestvo; deblo; razred; red; družina; rod; vrste. Znanstveno ime organizma se tvori iz rodu in vrste, kar za organizem tvori unikatno poimenovanje v svetovnem merilu. Na primer, kranjska lilija je poimenovana kot Lilium carniolicum. Lilium je rod in carniolicum specifični vzdevek. Pri pisanju znanstvenega imena organizma je pravilno, da je prva črka v rodu velika začetnica, specifični vzdevek pa ima malo začetnico. Poleg tega je celoten izraz napisan s poševno pisavo ali podčrtan. Filogenetika je študija o podobnostih med različnimi vrstami.
Botanika preučuje tudi vidike evolucije med rastlinami. Botaniki so sprva ugotavljali tudi optimalne pogoje za rast glede na širše rastje in druge okoliščine (kislost in druge lastnosti prsti, temperatura, vlažnost, vpliv koledarja) in tako ocenjujejo trpežnost rastline in ugotavljajo morebitne pozitivne ali negativne interakcije z drugimi bitji. Takoimenovana rastlinska ekologija je kaj kmalu postala manj pomembna ob izumu mikroskopa in ugotovitev, ki so bile dostopne zaradi vpogleda v celično zgradbo rastlin. Preučevanje je tako napravilo pomembne skoke tako v genetiki drugih poljih botanike in biologije. 
Odkritja celične zgradbe in poskusi na rastlinah so določili kemično sestavo rastlin. Preučevanje funkcij rastlin in njihovo križanje, cepljenje in negovanje, pa je prineslo nove vrste.

## Specializirane vede povezane z botaniko
Poznamo več razvitih specializiranih ved povezanih z botaniko, kot so sledeče:
- geobotanika oz. fitogeografija,
- anatomija (fitotomija) in morfologija rastlin,
- paleobotanika
- palinologija
- taksonomija
- fiziologija rastlin
- fitocitologija
- fitohistologija
- fitopatologija
- fitofarmacija
- dendrologija
- etnobotanika
- biofizika
- biokemija
- genetska tehnologija
- mikologija